# تپه مال صفر
تپه مال صفر مربوط به هزاره دوم قبل از میلاد است و در شهرستان شوشتر، روستای مال صفر واقع شده و این اثر در تاریخ ۲۲ آذر ۱۳۵۵ با شمارهٔ ثبت ۱۲۹۲ به‌عنوان یکی از آثار ملی ایران به ثبت رسیده است.